# Bernhard Hofmann (SA-Mitglied)
Bernhard Hofmann (* 22. November 1896 in Jahnsbach; † 19. November 1982 in Crailsheim) war ein hochrangiger deutscher SA-Führer.

## Leben
Hofmann trat 1915 als Freiwilliger in das sächsische Fußartillerie-Regiment Nr. 19  ein und nahm mit dem Dienstgrad eines Leutnants der Reserve am Ersten Weltkrieg teil. Im Sommer 1919 führte er eine Einheit im Freikorps Württembergische Freiwilligen-Abteilung Haas. Nach seiner Entlassung aus dem Heer am 21. Januar 1920 absolvierte Hofmann ein Studium am Staatlichen Technikum in Reutlingen und arbeitete anschließend als Handels- und Industrieangestellter in Sachsen.
1924 trat er in den Stahlhelm ein, den er bei seinem Beitritt zur NSDAP zum 1. Mai 1930 (Mitgliedsnummer 244.096) wieder verließ und am selben Tag in die SA beim SA-Sturm 4/1 in Chemnitz eintrat. In den folgenden Jahren stieg Hofmann durch mehrere Beförderungen innerhalb der SA auf; daneben wurde er am 1. Oktober 1935 als Oberleutnant der Reserve in die Wehrmacht übernommen. Im Januar 1934 wurde er zudem Angehöriger des Stadtrats von Annaberg und stand auf der Liste der Vorschläge für die Reichstagswahl 1936, erhielt jedoch kein Mandat.
Am 29. August 1939 wurde Hofmann zum Kriegsdienst bei der Infanterie einberufen und nahm als Offizier am Frankreichfeldzug 1940 sowie dem Russlandfeldzug 1941 teil. Nach der Verleihung des Ritterkreuzes am 26. September 1942 folgte am 22. Oktober die Beförderung zum Gruppenführer, dem zweithöchsten Rang der SA. Einen Tag nach der Versetzung in die Führerreserve am 31. Mai 1943 wurde Hofmann zum Oberstleutnant der Reserve befördert und am gleichen Tag zur Führung der SA-Gruppe Hochland nach München versetzt. Am 20. Juni wurde er aus dem Kriegsdienst entlassen und als SA-Führer u.k.-gestellt.
Vom Oktober 1944 an war Hofmann Gaustabsführer des Volkssturms im Gau München-Oberbayern und zuletzt vom 25. bis 28. April 1945 Kampfkommandant von München, bis seine mit mangelnder Härte begründete Ablösung erfolgte und er durch Rudolf Huebner ersetzt wurde.